# Seeschlacht vor al-Qunfudha
Tripolis – Mechiya Oasis – Al-Hani – Preveza – Kuwayfia – Tobruk – Ain Zara – Al-Qunfudha – Beirut – Al-Fwaihat – Derna – Rhodos – Zanzur – Misrata – Sidi Bilal
Die Seeschlacht vor al-Qunfudha fand am 7. Januar 1912 während des Italienisch-Türkischen Krieges zwischen Geschwadern der italienischen und osmanischen Marine statt. Der italienische Geschützte Kreuzer Piemonte und die Zerstörer der Soldati-Klasse Artigliere und Garibaldino entdeckten im Hafen von al-Qunfudha an der Küste des Roten Meeres sechs osmanische Kanonenboote, einen Schlepper und eine Jacht. Die Schlacht tobte mehr als drei Stunden. Fünf osmanische Schiffe sanken und vier Daus wurden gekapert. Drei Kanonenboote wurden so schwer beschädigt, dass man sie am Strand anlandete, um ein Sinken zu verhindern. Am folgenden Morgen kehrten die italienischen Schiffe zurück, um die verbliebenen osmanischen Schiffe zu zerstören. Die Jacht, die gesunken war, wurde später geborgen und von den Italienern in Besitz genommen. Nach der Schlacht wurde die italienische Marine herrschende Seestreitmacht im Roten Meer.

## Hintergrund
Nach dem Ausbruch des italienisch-türkischen Krieges im September 1911 entsandte die italienische Regia Marina ein Geschwader aus Kreuzern, Zerstörern ins Roten Meer, um die italienische Kolonie Eritrea vor einem Angriff durch die osmanische Marine von der arabischen Halbinsel zu schützen. Gegen Ende des Jahres 1911 griffen die italienischen Kriegsschiffe osmanische Häfen an, um jedes Schiff zu zerstören, das groß genug war, osmanische Streitkräfte nach Eritrea überzusetzen. Zum Jahresende hatten die Italiener neben anderen Schiffen auch ein Geschwader aus Geschützten Kreuzern, einem Torpedokreuzer, vier Zerstörern und zwei Kanonenbooten versammelt. Diese Flottille stand unter dem Kommando von Kapitän Giovanni Cerrina Feroni.
Das einzige Schiff der Osmanen in der Region war der Torpedokreuzer Peyk-i Şevket. Nach einem kurzen Kampf mit dem italienischen Torpedokreuzer Aretusa und dem Kanonenboot Volturno vor al-Hudaida floh die Peyk-i Şevket und wurde später von den Briten im Suez-Kanal interniert. Der Rest der osmanischen Flotte konzentrierte sich auf das Mittelmeer und hielt sich im sichereren Marmarameer auf, wo man den Küstenschutz der Dardanellen unterstützte. Sechs Kanonenboote, die im Persischen Golf lagen, wurden in das Mittelmeer gerufen, mussten aber im Mittelmeer Station machen, da die Kohle ausging. Der Dampfer Kaiseri sollte mit Kohle aushelfen, wurde aber vorher von den Italienern gekapert.

## Verlauf
Die Italiener hatten im frühen Januar von der Anwesenheit der Kanonenboote erfahren. Der geschützte Kreuzer Piemonte und die Zerstörer Artigliere und Garibaldino suchten nach den Kanonenbooten, während die Kreuzer Calabria und Puglia mit den Angriffen von Dschebbel Tahr und al-Luhayya ein Ablenkungsmanöver durchführten. Die Piemonte und die Zerstörer lokalisierten die osmanische Flottille am 7. Januar vor al-Qunfudha. Die osmanischen Kräfte bestanden aus den Kanonenbooten Ordu, Bafra, Refahiye, Gökçedağ, Kastamonu und Ayintag, dem bewaffnete Schlepper Muha und der bewaffneten Jacht Şipka.
Als die Italiener bis auf 4100 Meter herangekommen waren, eröffneten sie das Feuer. In drei Stunden versenkten sie vier Kanonenboote. Die restlichen Kanonenboote ließen die Osmanen auf Grund laufen, um ein Sinken zu verhindern. Am nächsten Morgen kehrten die italienischen Schiffe zurück und setzten Landungstruppen ein, um die verbliebenen Schiffe zu zerstören und deren Bewaffnung zu übernehmen. Anschließend griffen die italienischen Schiffe den Hafen an und kaperten vier Daus. Die Şipka wurde später im Rahmen des Prisenrechts ebenfalls übernommen.

## Folgen
Mit der Zerstörung der osmanischen Marineflottille in der Region setzten die Italiener eine Blockade der Küste durch und begannen damit, weitere Schiffe unter ihre Kontrolle zu bringen. Trotzdem erlaubte man Muslimen die Überfahrt über das Rote Meer zur Pilgerreise nach Mekka. Für den Rest des Krieges operierten italienische Kreuzer in der Region und bombardierten osmanische Stellungen. Nach weiteren schweren Niederlagen im Laufe des Jahres 1912 stimmten die Osmanen schließlich einer Kapitulation zu und beendeten den Krieg am 18. Oktober 1912 mit dem Frieden von Ouchy.